# Peter von Tramin
Peter von Tramin (eigentlich Peter Richard Oswald Tschugguel; * 9. Mai 1932 in Wien; † 14. Juli 1981 ebenda) war ein österreichischer Schriftsteller.

## Leben
Peter Tschugguel besuchte als Kind eine nationalsozialistische Napola und begründete mit seinen Erfahrungen dort später die Abneigung gegen autoritäre Erziehungsmethoden. Nach dem Zweiten Weltkrieg veröffentlichte er 1946 als Vierzehnjähriger ein Märchen in der Kinderpost. Er studierte in Wien ohne Abschluss Rechts- und Handelswissenschaften und wurde 1953 Bankbeamter bei der Österreichischen Länderbank, wo er bis zu seinem Tod beschäftigt blieb. Unter dem Pseudonym Peter von Kleynn veröffentlichte er 1955 seinen ersten Heftroman, eine Science-Fiction-Geschichte in der Romanheft-Reihe Utopia Zukunftsroman. 1958 freundete er sich mit Heimito von Doderer an, als dessen „Schüler“ er sich auch selbst bezeichnete, obwohl er Doderers Romankonzeption eigentlich ablehnte. Mit Doderer, der Tramin als seinen literarischen Nachfolger betrachtete, steht er mit seinen teils phantastisch-realistischen Kurzgeschichten in der Tradition von Fritz von Herzmanovsky-Orlando. Neben der Schriftstellerei war er auch als Übersetzer tätig.
Bekanntheit erlangte er insbesondere durch seinen Entwicklungsroman Die Herren Söhne (1963), der von vier Schulfreunden in Nachkriegsösterreich handelt, die alle Peter heißen. Drei von ihnen stammen aus dem untergegangenen Adel der Habsburgermonarchie und treiben den vierten, bürgerlichen Peter in den Suizid. Mit dem Romanerfolg avancierte der Autor zum jüngsten Mitglied des österreichischen PEN-Clubs. Der Roman wurde von der Kritik als autobiographischer Schlüsselroman gelesen, wogegen der Autor sich stets verwahrte. Allerdings leitete Tschugguel seine eigene Herkunft von einem (fiktiven) Südtiroler Freiherrengeschlecht aus Tramin ab und nannte sich in Anlehnung daran Peter von Tramin. Adelsnamen sind in Österreich seit 1919 verboten, doch als Künstlernamen werden sie toleriert. 1967 erschien sein satirisch-zeitkritischer Roman Die Tür im Fenster und 1970 der Erzählungsband Taschen voller Geld. Für den Erzählungszyklus Pentade erhielt er 1963 einen Österreichischen Staatspreis.
Peter von Tramin war zweimal verheiratet (1957 und 1977). Seine erste Frau Helga geb. Lauer war ebenfalls Übersetzerin und veröffentlichte Übersetzungen teilweise auch gemeinsam mit ihrem Mann; seine zweite Frau Jane Sarah Gärtner überlebte ihn um vier Jahre. Er starb in Wien und wurde am Sieveringer Friedhof bestattet. Sein Nachlass wird von der Richard-Maux-Gesellschaft in Wien verwahrt.

## Werke
Romane
- als Peter von Kleynn: Herr über 10000 Gehirne. Utopia Zukunftsroman #112, 1958.
- Die Herren Söhne. Nymphenburger Verlag, München 1962.
- Die Tür im Fenster. Nymphenburger Verlag, München 1967.

Sammlung
- Taschen voller Geld und andere Erzählungen. Nymphenburger Verlag, München 1970

Erzählungen
- Divertimento. In: Neunzehn deutsche Erzählungen. Nymphenburger Verlag, München 1963
- Der Kanalrat. In: Hans Joachim Alpers & Ronald M. Hahn (Hrsg.): Science Fiction aus Deutschland. Fischer Taschenbuch (Fischer Orbit) #43, 1974, ISBN 3-436-01987-9
- Das Scheingrab auf Moder. In: Jean Gyory (Hrsg.): Liebe und Tod in Wien. Insel Taschenbuch #815, 1987, ISBN 3-458-32515-8